# آرتور الیوت (بازیکن فوتبال)
آرتور الیوت (انگلیسی: Arthur Elliott؛ زادهٔ ۱۸۷۰) بازیکن فوتبال اهل بریتانیا است.
از باشگاه‌هایی که در آن بازی کرده‌است می‌توان به باشگاه فوتبال آرسنال، باشگاه فوتبال گینزبورو ترینیتی، باشگاه فوتبال تاتنهام هاتسپر، و باشگاه فوتبال آکرینگتون اشاره کرد.